# ×Sorbopyrus
Hybride
Parent générique A de l'hybridation 
  Sorbus sp.  
×

Parent générique B de l'hybridation 
  Pyrus sp. 
Classification phylogénétique
×Sorbopyrus est un genre de plantes à fleurs de la famille des Rosaceae. C'est un genre hybride issu du croisement intergénérique d'une espèce du genre Pyrus (les poiriers) et d'une espèce du genre Sorbus (les sorbiers).
La seule espèce hybride réellement attestée est ×Sorbopyrus auricularis. Néanmoins, l'existence d'autres croisements hybrides est imaginable.